# FC Tranzit
FC Tranzit is een Letse voetbalclub uit Ventspils.
De club werd in 2006 opgericht als FK Tranzīts Ventspils als derde team van FK Ventspils. In het eerste seizoen in de 1. līga verloor de club promotiewedstrijden naar de Virslīga. In 2007 werd de club zelfstandig. De club speelde in 2009 en 2010 (als FC Tranzit) in de Virslīga waarna de club degradeerde. Hierna werd club werd niet meer ingeschreven voor competitie.